# Yuri Yákovlev

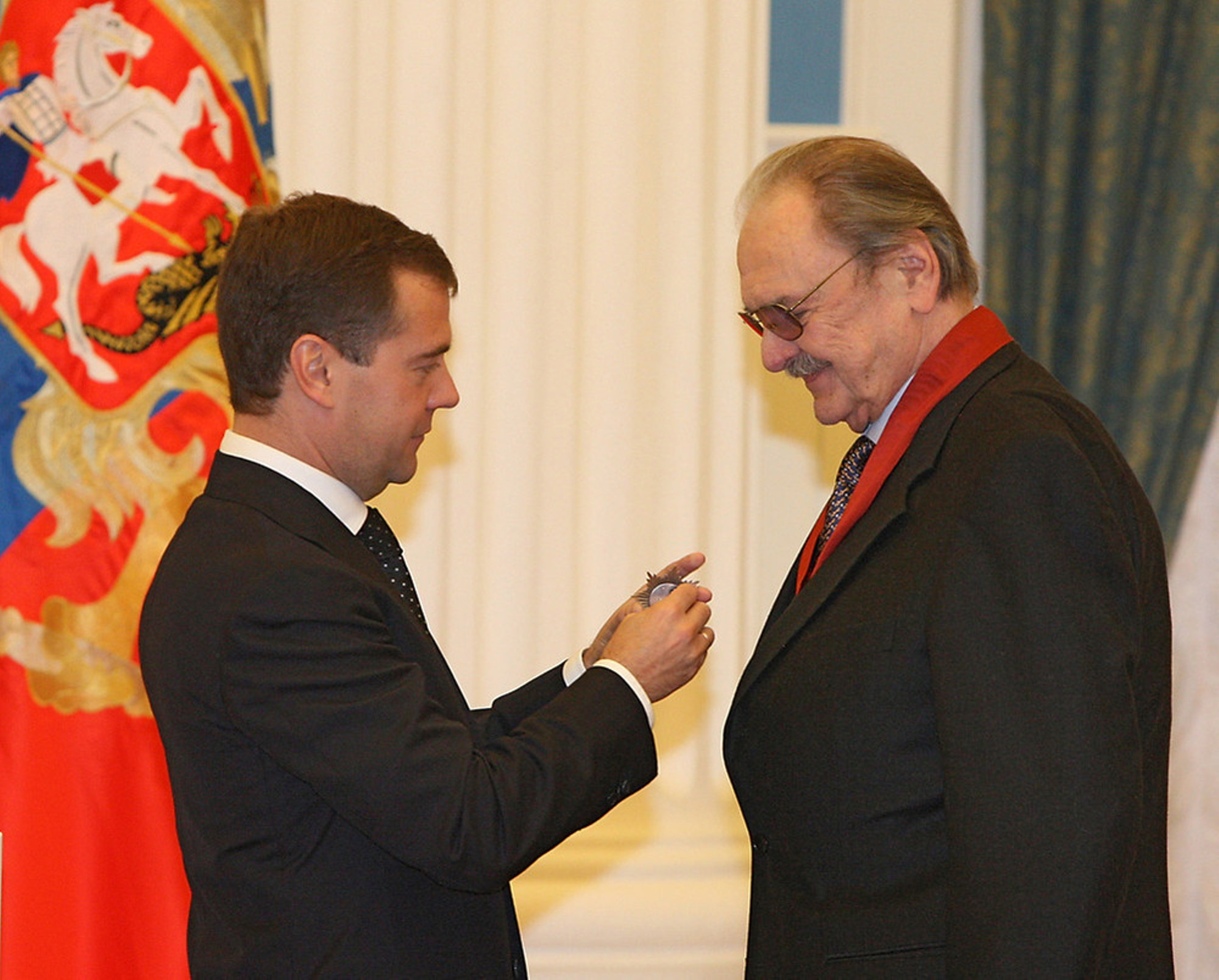
Yuri Yákovlev.

Yuri Vasílievich Yákovlev (ruso: Юрий Васильевич Яковлев; 25 de abril de 1928 - 30 de noviembre de 2013) fue uno de los actores de cine soviéticos más populares y aclamados por la crítica. Fue nombrado Artista del Pueblo de la URSS en 1976.

## Biografía
Yákovlev se unió al Teatro Vajtángov en 1952 pero su primer vínculo con la fama llegó en 1958, cuando interpretó al príncipe Myshkin en la película El idiota de Iván Pýriev basada en la homónima novela de Dostoyevski. Yákovlev siguió a su primer éxito con apariciones regulares en las comedias de Eldar Riazánov, sobre todo La balada del húsar (1962), en la que interpretó al Porúchik (teniente) Rzhevski. La función fue un éxito tan rotundo que el personaje de Rzhevski dio lugar a innumerables chistes rusos.